# Cistocelo
O cistocelo, também conhecido como prolapso da bexiga ou vulgarmente como bexiga descaída, é uma condição médica na qual a bexiga forma um abaulamento (“curvatura”) no interior da vagina da mulher. Algumas mulheres podem ser assintomáticas. Outras podem sentir dificuldade em urinar, incontinência urinária ou aumento do número de micções. Pode haver complicações, como infecção recorrente do trato urinário e retenção urinária. O cistocelo e o uretrocelo (protusão da uretra na vagina) ocorrem geralmente juntos. O cistocelo pode causar um impacto negativo na qualidade de vida.
Algumas das causas incluem: parto, prisão de ventre, tosse crónica, carregar pesos, histerectomia, genética e excesso de peso. O prolapso da parede vaginal anterior deve-se geralmente ao enfraquecimento dos músculos e do tecido conjuntivo que separam a vagina da bexiga. O diagnóstico baseia-se, geralmente, nos sintomas e no exame médico.
Para mulheres que apresentem sintomas ligeiros pode-se recomendar apenas evitar fazer esforços e carregar pesos. Nos casos em que os sintomas sejam mais graves, pode ser recomendado o uso de um pessário vaginal, a realização de exercícios do pavimento pélvico ou a cirurgia. O tipo de procedimento cirúrgico mais comum é conhecido como colporrafia. A condição torna-se mais frequente com o avançar da idade. Cerca de um terço das mulheres com mais de 50 anos irá sofrer de algum grau de prolapso.